# Edwin van Huis
Edwin Jacob Frederik Boudewijn van Huis (Rolde, 8 september 1958) is een Nederlands bioloog en bedrijfskundige. Hij is sinds 2011 de algemeen directeur van Naturalis Biodiversity Center in Leiden.

## Loopbaan
Na een studie biologie aan de Universiteit van Utrecht en de Universiteit van Florida in Gainesville begint van Huis in 1983 als projectmedewerker bij het Landelijk Milieu Overleg om een themapark te ontwikkelen. Tegelijkertijd volgt hij een opleiding bedrijfskunde aan de interuniversitaire interfaculteit van de Technische Universiteit Delft en de Erasmus Universiteit.
Vanaf 1985 werkt Van Huis voor overheidsorganisaties als de Rijksdienst voor Monumentenzorg, het Ministerie van Binnenlandse Zaken en het Ministerie van Welzijn, Volksgezondheid en Cultuur. Hier is hij verantwoordelijk voor de zakelijke functies van de Rijksmusea, Rijksarchieven, Rijksdienst voor Monumentenzorg en Rijksdienst Oudheidkundig Bodemonderzoek. Hij is projectleider voor het Deltaplan voor het Cultuurbeheer en bereidt de verzelfstandiging van de Rijksmusea voor. In 1993 wordt Van Huis zakelijk directeur van het Rijksmuseum in Amsterdam.
In 1996 wordt hij directeur van het Audiovisueel Archiefcentrum en is vanuit zijn functie verantwoordelijk voor de fusie van de archieven van de Publieke Omroep met de Stichting Film en Wetenschap, het Filmarchief van de Rijksvoorlichtingsdienst van het Ministerie van Algemene Zaken en het Omroepmuseum. In 2002 wijzigt het NAA zijn naam in het Nederlands Instituut voor Beeld en Geluid en wordt een nieuw gebouw opgetrokken in Hilversum. 
Samen met Pieter van der Heijden en Jan Vriezen richt hij in 2009 XPEX op. In 2011 wordt Van Huis algemeen directeur van Naturalis Biodiversity Center.

## Publicaties
- 2011, Niet tellen maar wegen (met Claartje Bunnik). Boekmanstudies Amsterdam ISBN 978-90-6650-000-6
- 2008, Voor de eeuwigheid? NAI uitgevers Rotterdam ISBN 978-90-5662-649-5
- 1992, Het eeuwige moment. Uitgeverij Fragment Amsterdam ISBN 90-6579-081-0

## Onderscheidingen
- 2008, Officier in de Orde van Oranje Nassau.
- 2008, De Gouden Piramide 2008, Rijksprijs voor inspirerend opdrachtgeverschap.